# Síndrome del piriforme
La síndrome del piriforme (o síndrome del múscul piriforme o síndrome del [múscul] piramidal [de la pelvis] o senzillament síndrome pririforme) és un trastorn neuromuscular que es produeix quan el nervi ciàtic és comprimit o irritat pel múscul piramidal de la pelvis o piriforme causant dolor, formigueig i entumiment a les natges i al llarg de la trajectòria del nervi ciàtic descendint per la part inferior de la cuixa i fins a la cama. El seu diagnòstic és complex a causa de poques proves de diagnòstic validades i estandarditzades, però dues han estat ben descrites i clínicament validades: una és electrofisiològica, anomenada la prova de FAIR, que mesura el retard en les conduccions del nervi ciàtic quan s'estira el múscul piriforme en contra d'ell. L'altra és la neurografia per ressonància magnètica, una versió sofisticada de la ressonància magnètica que posa en relleu la inflamació i els mateixos nervis. Alguns diuen que el criteri més important és l'exclusió de la ciàtica que resulta de la compressió/irritació de les arrels nervioses espinals, com quan hi ha una hèrnia discal. No obstant això, pot haver-hi una compressió però no ser-ne la causa.
La síndrome pot ser deguda a les variacions anatòmiques en la relació múscul-nervi, o per l'ús excessiu o tensió.
Els estudis no controlats han suggerit teories sobre la malaltia, en un assaig prospectiu a gran escala va concloure que la síndrome del piriforme s'ha de considerar com un possible diagnòstic quan es troba una ciàtica sense una causa espinal clara.

## Tractament
L'alleujament simptomàtic del dolor al múscul i al nervis es pot aconseguir amb antiinflamatoris no esteroidals i/o relaxants musculars. El tractament conservador sol començar amb exercicis d'estirament, l'alliberament miofascial, el massatge i l'evitació de les activitats que contribueixen a la síndrome, com córrer, anar en bicicleta, rem, etc. Alguns metges recomanen fisioteràpia formal, inclosa la mobilització de teixits tous, mobilització de l'articulació del maluc, ensenyament de tècniques d'estirament, i enfortiment del gluti major, gluti mitjà i bíceps femoral per reduir la tensió en el múscul piriforme. Tractaments fisioteràpics més avançats poden incloure estiraments PNF del maluc, exercicis d'enfortiment de l'abductor del maluc, rotador extern i dels extensors, l'electroestimulació transcutània dels nervis (TENS) i el massatge de la regió del múscul piramidal.